# 万安女英庙
万安女英庙，俗称“娘娘庙”，位于山西省临汾市洪洞县万安镇万安村西北隅，占地十亩，规模宏大，祭祀帝舜二妃娥皇女英。现存前殿、后大殿、献厅。娥皇女英殿悬挂匾额包括“德配重华”、“有虞内助”、和“沩汭芳型”。1985年8月，万安功德坊公布为洪洞县文物保护单位。每年三月三有“接姑姑、送娘娘”走亲习俗，四月二十八尧的生日、五月端午节舜的生日、六月十八娥皇的生日，九月重阳节女英的生日亦举行祭拜活动。